# Esclarmonde de Péreille
Esclarmonde de Péreille (* nach 1224; † 16. März 1244), auch bekannt als Esclarmonde de Perella, war die Tochter von Raymond de Péreille, Herr der Burg Montségur. Sie gilt als Märtyrerin der Katharerbewegung.

## Leben
Ihre Eltern waren Raymond de Péreille (1185-nach Mai 1244) und Corba de Lanta. Sie wurde nach 1224 geboren und trug denselben Namen wie Esclarmonde de Foix, ebenfalls eine bedeutende Figur der Katharer. Sie hatte drei Schwestern (Philippa, Braida und Arpaïx) und einen Bruder (Jourdain de Péreille).
Zum Ende des Albigenserkreuzzugs kam es zur zehnmonatigen Belagerung des Montségur, der einer Gemeinde von Katharern gegen die Kreuzzügler Schutz geboten hatte. Im Frühjahr 1244 kam es zur Kapitulation und Auslieferung der Katharer, zu denen neben Esclarmondes Eltern auch sie selbst, die Schwestern Philippa und Arpaïx sowie ihre Großmutter Marquesia de Lantar zählten. Sie alle hatten das Consolamentum vollzogen; und Esclarmonde (Berichten zufolge die Seele des Widerstands) stürzte sich als erste von über 200 Katharern auf den vorbereiteten Scheiterhaufen.
Sie gilt seither als Heldin und Symbol der Katharer sowie deren Untergangs.